# 山口文象
山口 文象（やまぐち ぶんぞう、男性、1902年1月10日 - 1978年5月19日）は、1930年代から60年代にかけて活躍した、近代日本建築運動のリーダーのひとりであり、モダニズム建築デザインと同時に和風建築の名手であった建築家。

## 経歴
東京・浅草生れ。祖父は宮大工、父は清水組（現・清水建設）の大工棟梁。1915年、親の反対に遭い府立一中（現 都立日比谷高校）入学翌日に退学を余儀なくされ、東京高等工業学校附属職工徒弟学校木工科大工分科入学（現 東京工大附属高校）。同期には横河工務所で構造技術者として活躍し、山口の代表作である日本歯科医学専門学校付属医院の構造設計も担当した田中正蔵らがいる。1918年、東京高等工業学校附属職工徒弟学校を卒業し、父の仕事を継ぐべく清水組(現：清水建設)に入社、名古屋の工場や銀行の工事現場に配属された。しかし建築家に憧れ、1920年に退社。東京に戻るが、戦後恐慌で仕事の口が少なかったため、全く面識のなかった中条精一郎のもとへ押し掛け、官庁への紹介状を書いてもらい、逓信省営繕課の製図工になる。
ここで山田守、岩元禄たちと出会い才能を認められ、1923年、近代建築運動グループ・分離派建築会の一員となり、建築家への道を歩みだす。関東大震災直後の1923年10月、製図工仲間たちとともに創宇社建築会を結成して新たな建築運動を展開し、近代建築運動に大きな影響を与える。
1924年、関東大震災の復興事業を担当した帝都復興院を改組して内務省に設けられた復興局橋梁課の嘱託技師となり、主に震災復興の橋梁デザインに関わった（清洲橋、数寄屋橋、浜離宮南門橋など）。更に日本電力の嘱託技師も兼務し、富山県の庄川や黒部川のダムや発電所の建築や土木デザインに関わった（黒部川第二発電所、目黒橋、小屋平ダムなど）。
竹中工務店、石本喜久治建築事務所を経て、1930年12月、シベリア経由で渡欧。その目的は、日本電力が建設していた黒部川第2発電所関係のダムに関する水理技術調査であった。当時バウハウスを辞してベルリンにいた建築家ヴァルター・グロピウスのアトリエで働きつつ、ダム関係の調査、ベルリン在住の左翼系日本人たちと交流した。
1932年に帰国して山口蚊象建築設計事務所を主宰。日本歯科医学専門学校付属医院を設計し（1934年竣工）、最先端のモダニズム建築として一躍注目され、1938年、黒部第2発電所関連の作品を発表して建築家として確固たる地位を築いた。番町集合住宅や小林邸、山田智三郎邸、西竹男邸などのモダニズム建築を発表した。
その一方で、大工棟梁の息子として和風建築にも造詣が深く、鎌倉浄智寺・関口邸茶席、画家・前田青邨邸、小説家・林芙美子邸、自邸など木造の本格的和風住宅にも多くの秀作があるが、これらは積極的には公表しなかった。
戦中は各地の軍需工場に動員された工員たちの木造宿舎群を、ドイツで学んだジードルングになぞらえて数多く設計した。
戦争による逼塞の後、1949年に猪熊弦一郎と企画して、美術団体の新制作協会に谷口吉郎、前川国男、丹下健三等とともに建築部を設立し、戦後の活動に踏み出した。1951年、三輪正弘、植田一豊とRIAグループと称して集団建築設計方法の模索ののち、1953年に協同設計組織として「RIA建築綜合研究所」を設立し、戦後のモダン住宅設計をリードし、劇団・新制作座文化センター、朝鮮大学校校舎、神奈川大学などの禁欲的なデザインで注目を集めた。RIAは現在は 株式会社アール・アイ・エーと改称して、総合的な建築設計と都市計画コンサルタント組織となっている。

## 山口文象の土木デザイン
日本では戦前に建築家が橋やダム等の土木景観/土木構築物のデザインにかかわる例はいくつかあり、明治の建築家たちは土木構造物への関与が意外と大きかったといえ、最初期が皇居二重橋や神戸港の施設群に河合浩蔵、東京・日本橋の麒麟の彫刻、欄干、照明器具等の装飾的デザインに妻木頼黄、大阪や京都の市区改正などに伴う架け替え橋梁のデザインに武田五一がかかわっている例があるほか、1885年着工の琵琶湖疏水の場合設計者の田辺朔郎のもとで滋賀県の建築技師をしていた小原益知が加わってトンネル口レリーフや水楼閣のデザインを、琵琶湖疏水の水を用いた御所水道のための九条山御所水道ポンプ室の設計には宮内省内匠寮の建築技師たちが参加している。そして海軍の技師を務めた櫻井小太郎は明治四二年(1909),下北半島の海軍大湊要港部のための軍用水道堰堤に最初のアーチ式ダムを設計しているし,また呉服橋と鍛冶橋は東京市建築営繕担当の田島穧造と福田重義らが検討している。逆にフランスでエンジニア教育を受けて帰国後東京市の下水道計画に関わりながら後文部省に移り建築家になった山口半六の例や札幌農学校土木工学科を首席卒業後鉄道院に入り鉄道技術者となった後アメリカ・イリノイ大学大学院に留学、鉄筋コンクリート構造を学び、卒業論文「鉄筋コンクリート造剛接加工の理論と実験に関する研究」でドクトル・オブ・フィロソフィー(Pr.D)の学位を取得し帰国後、東京～万世橋間で日本国内初の鉄道高架橋の設計を担当後に官を辞して独立し設計事務所を開設した阿部美樹志のように土木技師から建築家になるケースもあった。他に関東大震災の帝都復興事業における神宮外苑の街路等に佐野利器が関与などのケースや建築家が公園をデザインするようなケースがあったが、帝都復興事業で橋梁復旧を担うことになった田中豊は橋梁デザイン担当として山田守を逓信省から引き抜き、内務省帝都復興局に移って、組織の一員として担当していた。
この山田の引きで山口文象も引き抜かれ復興局の嘱託技師となる。橋の欄干、照明器具等の装飾的なデザイン（図面にサイン有り）や、橋の完成予想の透視図を描いていること、橋梁技師である成瀬氏あるいは山口本人の証言等から、橋梁デザインに関わったことは確かである。なお、この仕事は創宇社メンバーのアルバイトでもあった（竹村新太郎の談話）。
御茶ノ水の聖橋は山田守のデザインであることは、その独特のアーチの形態からも分かるが、この計画の透視図を山口文象が描いている。隅田川の清洲橋、厩橋、言問橋等の透視図も描いているから、土木構造物を透視図に描いて意匠を検討する役割を持っていたかもしれない。しかし、山口の話では、清洲橋の橋げたとそこからはねだす歩道部分の構造について、その見かけを薄く見せるデザインに腐心したというから、土木エンジニアとの共同作業もあったことがうかがえる。山口のデザインした橋に数寄屋橋があり、その欄干の丸みが特徴であり、NHKラジオドラマ「君の名は」の映画にも登場し、やはり山口が関係した朝日新聞社社屋（竹中工務店・石本喜久治設計、現存しない）と好一対の風景であったが、1964年東京オリンピック前の河川埋め立てで消えた。古典的な意匠としては、浜離宮南門橋が今もある。
山口が土木デザインでその力量を発揮したのは、日本電力の仕事で富山県の庄川と黒部川でのダムや発電所であった。特に黒部川第二発電所関係では、発電所はもちろんのこと、対岸からこの発電所に渡る鉄橋（目黒橋）、上流部の小屋平ダムと沈砂池など、一連の建築と土木デザインを真正面から行っている。黒部川渓谷の奥に施設をつくることは、風致保存上から反対意見もあり、親友前川国男の父で内務省の技官トップであった前川貫一に話をつけてもらう。小屋平ダムについては日本電力から渡欧の費用が出されて、1931年のベルリン滞在時にカールスルーエ工科大学にダム水理の権威者レーボック教授を訪ねて調査をしている（滞欧時の山口文象の手帖記述による）。黒部等での山口の土木デザインには装飾的なものは一切なくて、土木構造物そのもののダイナミックで均整のとれたプロポーションを追っており、何枚ものデザインを試みたスケッチがある。なお、箱根の湯元にも小さなダムをデザインしており、今も現存する。

## 主な計画・設計・デザイン

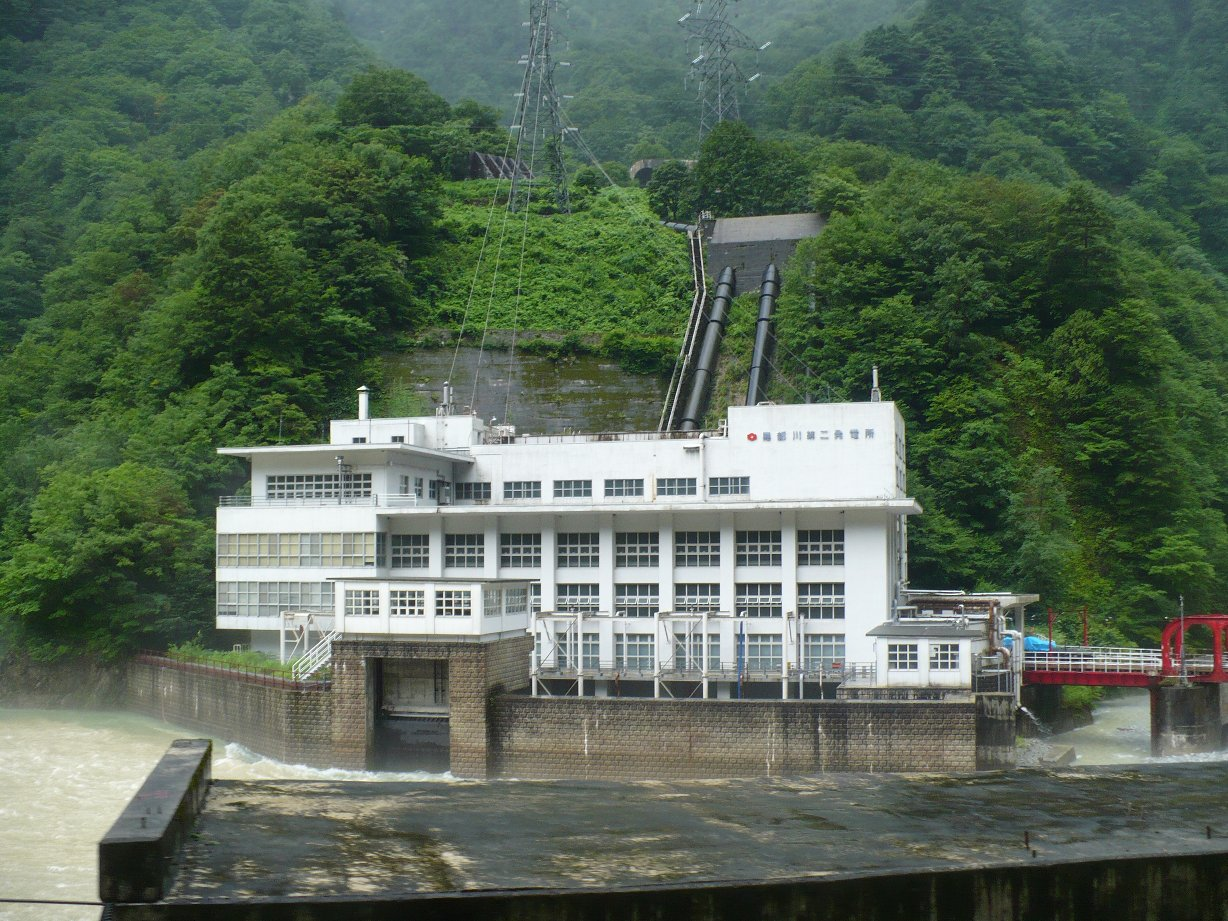
黒部川第二発電所・小屋平ダム

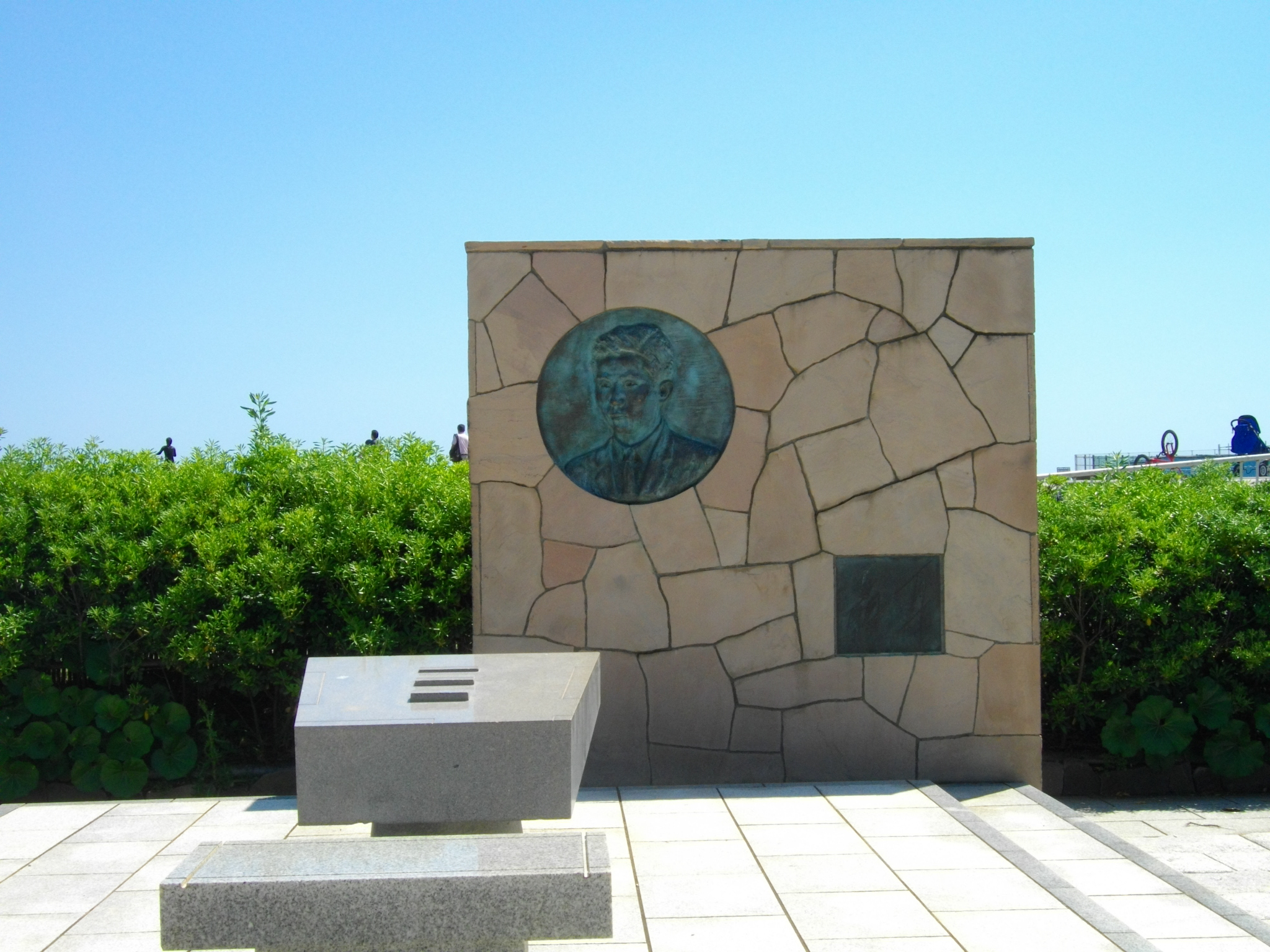
聶耳記念碑

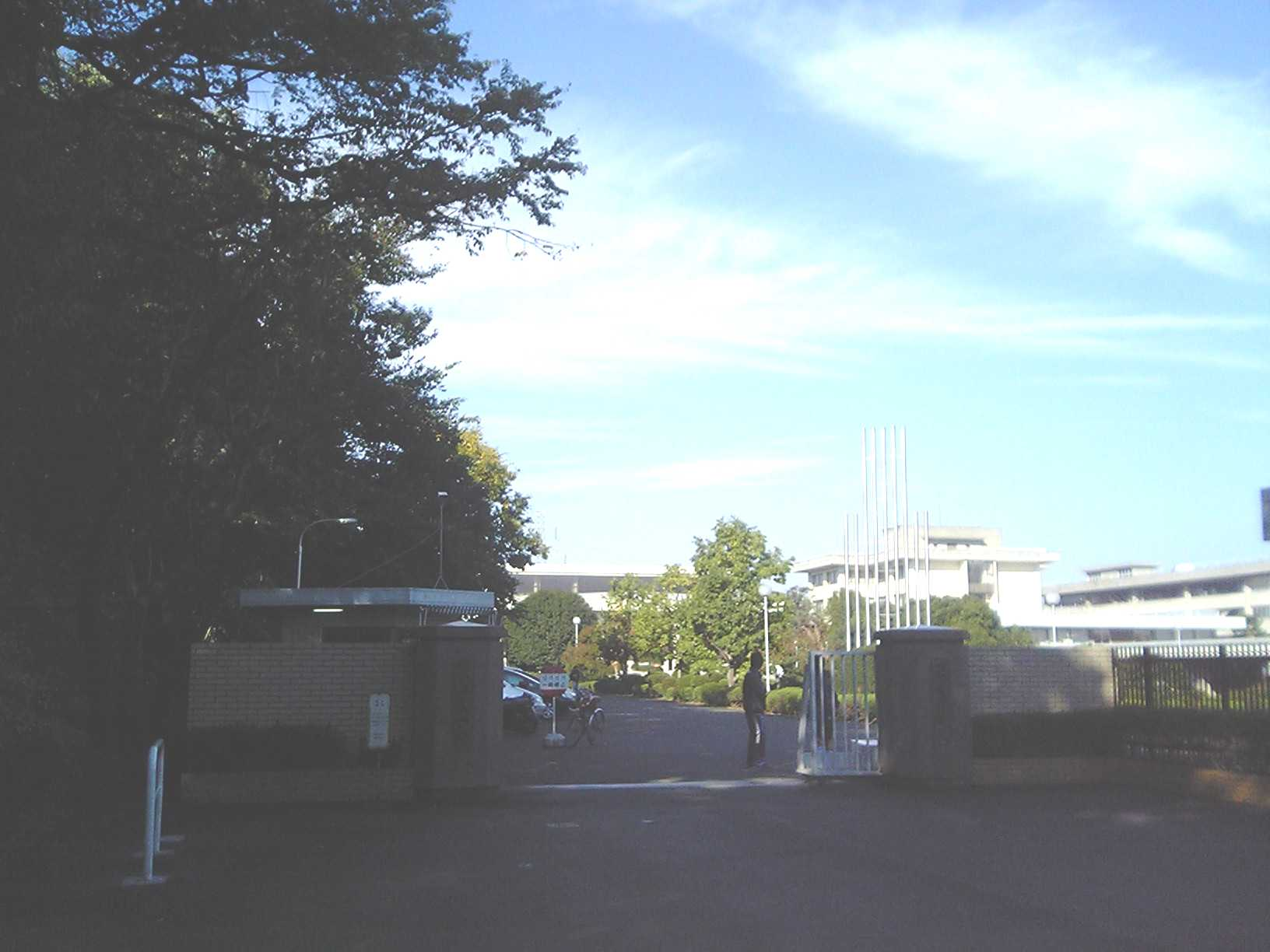
正門から見た朝鮮大学校

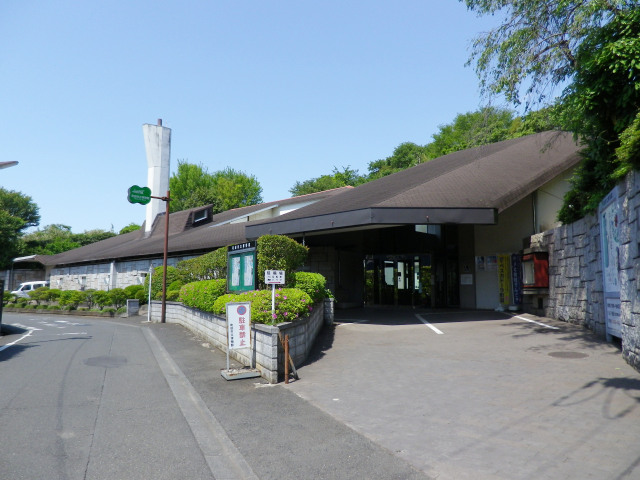
町田市立博物館（旧・町田市郷土資料館）

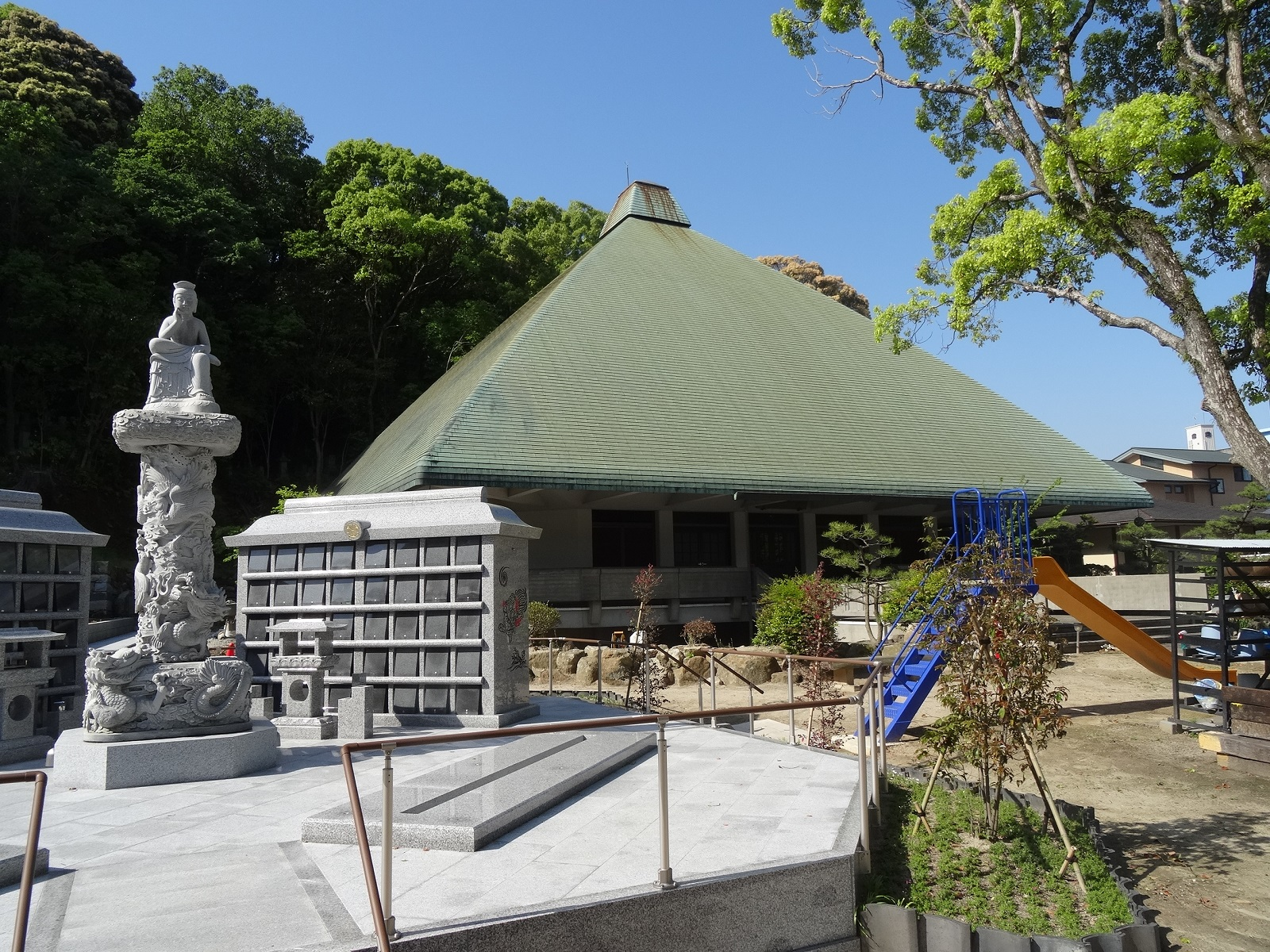
龍海院本堂（愛知県岡崎市）

| 建造物名                             | 年                 | 所在地           | 状態     | 備考                                |
| ------------------------------------ | ------------------ | ---------------- | -------- | ----------------------------------- |
| 東京朝日新聞社                       | 1927年（昭和2年）  | 東京都中央区     | 現存せず | 竹中工務店での担当                  |
| 山崎商会                             | 1927年（昭和2年）  | 東京都中央区     | 現存せず | 個人としての処女作                  |
| 日本橋白木屋百貨店                   | 1928年（昭和3年）  | 東京都中央区     | 現存せず | 石本事務所での担当                  |
| 小泉八雲記念館                       | 1933年（昭和8年）  | 島根県松江市     | 現存せず | 現在の記念館は1984年改築            |
| 関口邸茶席・会席                     | 1934年（昭和9年）  | 神奈川県鎌倉市   |          |                                     |
| 日本歯科医学専門学校付属医院         | 1934年（昭和9年）  | 東京都千代田区   | 現存せず |                                     |
| 西一雄男爵邸                         | 1935年（昭和10年） | 東京都港区       | 現存せず |                                     |
| 山田智三郎邸                         | 1935年（昭和10年） | 神奈川県鎌倉市   | 現存せず |                                     |
| 東電山崎発電所及び早川取水堰堤       | 1936年（昭和11年） | 神奈川県箱根町   |          |                                     |
| 小林邸                               | 1936年（昭和11年） | 東京都大田区     | 現存せず |                                     |
| 番町集合住宅                         | 1936年（昭和11年） | 東京都千代田区   | 現存せず |                                     |
| 前田青邨邸・アトリエ                 | 1936年（昭和11年） | 神奈川県鎌倉市   |          |                                     |
| 山形梅月堂                           | 1936年（昭和11年） | 山形県山形市     |          |                                     |
| 日本電力黒部川第二発電所・小屋平ダム | 1936年（昭和11年） | 富山県黒部市     |          |                                     |
| 二見邸                               | 1939年（昭和14年） | 東京都大田区     | 現存せず |                                     |
| 山口文象自邸                         | 1940年（昭和15年） | 東京都大田区     |          |                                     |
| 林芙美子邸                           | 1941年（昭和16年） | 東京都新宿区     |          |                                     |
| 相模湖芸術村構想                     | 1945年（昭和20年） | 神奈川県相模原市 | 現存せず |                                     |
| 高松美術館                           | 1949年（昭和24年） | 香川県高松市     | 現存せず |                                     |
| 久が原教会                           | 1950年（昭和25年） | 東京都大田区     | 現存せず | 現・久が原教会は1962年改築＝RIA設計 |
| 関東学院グレセット記念講堂           | 1952年（昭和27年） | 神奈川県横浜市   | 現存せず |                                     |
| ローコストハウス                     | 1952年（昭和27年） |                  | 現存せず | 新制作展出品                        |

注、これ以後はＲＩＡとしての仕事、＊印が山口が主に携わったもの）
| 建造物名                             | 年                   | 所在地               | 状態     | 備考               |
| ------------------------------------ | -------------------- | -------------------- | -------- | ------------------ |
| 神奈川大学校舎＊・図書館・本館等     | 1954年～（昭和29年） | 神奈川県横浜市       | 一部現存 |                    |
| 大日本製糖工場＊                     | 1954年（昭和29年）   | 大阪府堺市           | 現存せず |                    |
| 聶耳記念碑＊                         | 1955年（昭和30年）   | 神奈川県藤沢市       |          |                    |
| 朝鮮大学校校舎＊                     | 1959年（昭和34年）   | 東京都小平市         |          |                    |
| 美術家会館＊                         | 1962年（昭和37年）   | 東京都中央区         |          |                    |
| 新制作座文化センター＊               | 1964年（昭和39年）   | 東京都八王子市       |          |                    |
| 千里ニュータウンC地区分譲住宅        | 1964年～1965年       | 大阪府               |          |                    |
| 茨城県下館綜合卸センター             | 1965年（昭和40年）   | 茨城県下館市         |          |                    |
| 新大阪繊維卸センター「センイシティ」 | 1966年（昭和41年）   | 大阪市東淀川区       |          |                    |
| 高野実邸                             | 1967年（昭和42年）   | 神奈川県横浜市戸塚区 |          |                    |
| 茨城県鹿島地区流通センター           | 1968年（昭和43年）   | 茨城県               |          |                    |
| 佐藤進別邸                           | 1969年（昭和44年）   | 長野県軽井沢町       |          |                    |
| 高岡問屋センター団地                 | 1968年～1969年       | 富山県               |          |                    |
| 石嶋清仁別邸                         | 1969年（昭和44年）   | 長野県軽井沢町       |          |                    |
| 豊岡市豊岡卸センター                 | 1669年（昭和44年）   | 大阪府豊岡市         |          |                    |
| 和歌山プラクリ丁                     | 1969年（昭和44年）   | 和歌山県             |          |                    |
| 石嶋清光別邸                         | 1969年（昭和44年）   | 神奈川県箱根町       |          |                    |
| 佐藤別邸                             | 1970年（昭和45年）   | 神奈川県三崎町       |          |                    |
| 木名瀬邸                             | 1970年（昭和45年）   | 東京都世田谷区       |          |                    |
| 佐藤茂邸                             | 1970年（昭和45年）   | 東京都新宿区         |          |                    |
| 菊地邸                               | 1970年（昭和45年）   | 東京都立川市         |          |                    |
| 坂井邸                               | 1970年（昭和45年）   | 神奈川県鎌倉市       |          |                    |
| 龍海院＊                             | 1971年（昭和46年）   | 愛知県岡崎市         |          | [ 1 ]              |
| 吉祥寺FFビル                         | 1972年（昭和47年）   | 東京都武蔵野市       |          |                    |
| 京都平安教会＊                       | 1973年（昭和48年）   | 京都市左京区         |          | 山口個人による設計 |
| 町田市郷土資料館＊                   | 1973年（昭和48年）   | 東京都町田市         |          | 現・町田市立博物館 |

## 名前
出生時の戸籍名は山口瀧蔵。8歳で母方叔母の岡村家の養子になった。小学校4年の時、姓名判断で文三に改めたが、噺家と同じ名前ということで蚊象に改めた（通称）。大正・昭和初期は岡本蚊象名義で活動。渡欧直前に山口姓に戻り山口蚊象としたが、1942年に山口文象と改めた。戸籍名は瀧蔵のままであったが、1957年に戸籍名も文象とした。